# 256 (số)
256 (hai trăm năm mươi sáu) là một số tự nhiên ngay sau 255 và ngay trước 257.